# Aleksandr Xirxov
Aleksandr Xirxov   (Moscou, 25 d'agost de 1972) és un tirador d'esgrima rus, ja retirat, especialista en sabre, que va competir durant la dècada de 1990. Es casà amb la també tiradora d'esgrima Oksana Jermakova.
El 1992 va prendre part en els Jocs Olímpics d'Estiu de Barcelona, on disputà dues proves del programa d'esgrima sota bandera de l'Equip Unificat. Guanyà la medalla d'or en la prova del sabre per equips, mentre en la del sabre individual fou tretzè.
En el seu palmarès també destaquen quatre medalles al Campionat del Món d'esgrima, una d'or i tres de plata, entre les edicions de 1991 i 1997; així com dues medalles al Campionat d'Europa d'esgrima, de bronze el 1998 i d'or el 2000. A nivell nacional guanyà el campionat individual rus de 1992, 1994 i 1995.